# きじまりゅうたの小腹がすきました!
『きじまりゅうたの小腹がすきました!』は、NHK総合テレビジョンで2016年から不定期に放送されている3月29日（28日深夜）放送開始の料理を題材としたテレビドラマ（ミニドラマ）。
本項目では、スピンオフのバラエティ番組『きじまりゅうたの小腹すいてませんか?』についても記す。

## 概要
深夜に小腹を空かせた人が、知らぬ間にスマートフォンに現れていたアプリ「きじまりゅうたの小腹アプリ」を起動させると、小腹料理人・きじまりゅうたが現れ、その時の利用者の気分に合った手軽に作れる小腹を満たす一品を一緒に作ってくれる、というもの。料理のシーンは実際に出演俳優がきじまと共に料理を行う。
一話完結で、2016年3月29日（28日深夜）以降、四話分がプレ放送され、23時台前後の15分枠を基本に（例外多数あり）4回ずつ複数のシーズンに分けて放送された。
後述の『きじまりゅうたの小腹すいてませんか?』がレギュラー化されて以降は新作が放送されていない。

## 放送日程
- 放送日時は初回放送分について記す（放送時間に関する出典：テレビマンユニオン公式サイト内アーカイブから[4][5][6][7][8][9][10][11]）。
- シーズン4（第13-16回）は大河ドラマ『西郷どん』とのコラボレーション企画として放送された[8]。

| 回 | 放送日時                   | サブタイトル                             | ゲスト                                     |
| -- | -------------------------- | ---------------------------------------- | ------------------------------------------ |
| 1  | 2016年3月29日 3:55-4:10    | 癒やしの台湾風フレンチトースト           | 仁村紗和（OL役）                           |
| 2  | 2016年4月16日 23:45-24:00  | よくばり! ダブルお好み焼き               | ウエンツ瑛士（サラリーマン役）             |
| 3  | 2016年5月7日 23:45-24:00   | セレブ風ふわふわパンケーキ               | 仁村紗和                                   |
| 4  | 2016年6月25日 23:45-24:00  | がっつり! 唐揚げチャーハン               | ウエンツ瑛士                               |
| 5  | 2016年10月16日 23:45-24:00 | ジューシーもてギョーザの巻               | ウエンツ瑛士 ばんこく（デート相手役）      |
| 6  | 2016年10月23日 23:45-24:00 | パンづくし! かなりイケてるピザの巻       | 山口もえ（母親役） 亮汰（息子役）          |
| 7  | 2016年10月30日 23:45-24:00 | 新食感! こってりあんかけ焼きそうめんの巻 | ウエンツ瑛士                               |
| 8  | 2016年11月6日 23:45-24:00  | 焼き芋×りんごのミルフィーユ＆プリンの巻  | 山口もえ 亮汰                              |
| 9  | 2017年8月5日 23:35-23:50   | がっつり! 豆腐で極厚ステーキの巻         | 千葉雄大（独身サラリーマン役）             |
| 10 | 2017年8月8日 23:00-23:15   | ヘルシー! 韓国冷麺風の巻                 | 百田夏菜子（女子大生役）                   |
| 11 | 2017年8月15日 12:25-12:40  | 鶏肉のほろにが煮の巻                     | 千葉雄大                                   |
| 12 | 2017年8月26日 16:50-17:05  | 超簡単コーヒーゼリー＆スモアの巻         | 百田夏菜子                                 |
| 13 | 2018年3月4日 16:45-17:00   | 芋焼酎でスピード煮豚＋αの巻              | 高橋光臣（建設会社勤務役）                 |
| 14 | 2018年3月10日 17:45-18:00  | タイ風サラダプレートの巻                 | 田中道子（アパレル店員役）                 |
| 15 | 2018年3月16日 22:35-22:50  | お手軽! 変わり丼の巻                     | 高橋光臣                                   |
| 16 | 2018年3月22日 23:00-23:15  | カレー風味のメレンゲ鍋の巻               | 田中道子                                   |
| 17 | 2018年7月19日 0:40-0:55    | 冷や汁風 スープごはんの巻                | 森川葵（1歳児のママ役）                    |
| 18 | 2018年7月28日 20:26-20:41  | お手軽! カポナータ風そうめんの巻         | 戸塚純貴（大学院生ジュンキ役）             |
| 19 | 2018年8月8日 0:25-0:40     | きゅうりと甘酒の冷え冷え料理の巻         | 戸塚純貴                                   |
| 20 | 2018年8月21日 22:45-23:00  | カフェ飯風 そうめん生春巻きの巻          | 森川葵                                     |
| 21 | 2018年12月15日 22:35-22:50 | イライラ解消 ほっこりドリアの巻          | 島崎遥香（女優役）                         |
| 22 | 2018年12月21日 22:55-23:10 | すばやく! ふわとろオムライスの巻         | 堀井新太（カメラマン役）                   |
| 23 | 2018年12月22日 23:45-24:00 | 身も心もキレイに二日酔い解消ボウルの巻   | 島崎遥香                                   |
| 24 | 2018年12月27日 0:00-0:15   | シンプルていねい ねぎだく一人鍋の巻      | 堀井新太                                   |
| 25 | 2019年3月24日 2:00-2:15    | おうち居酒屋 パパッと三品の巻            | 松尾諭(シングルファーザーのサラリーマン役) |
| 26 | 2019年3月24日 2:15-2:30    | かんたん本格派! おひとりさまカレーの巻   | 駒井蓮（女子高生役）                       |
| 27 | 2019年3月27日 23:55-24:10  | 女の子の心をつかむオトナかわいい彩り弁当 | 松尾諭                                     |
| 28 | 2019年3月29日 22:45-23:00  | 懐かしい! でも新しい! タピオカドリンク   | 駒井蓮                                     |

## きじまりゅうたの小腹すいてませんか?
きじまりゅうたの小腹すいてませんか?は、「きじまりゅうたの小腹がすきました!」のスピンオフに位置づけられるバラエティ番組。料理研究家・きじまりゅうたが街頭で一般人へインタビューし、その人の家に訪問して希望を聞き、冷蔵庫の中の残り物で“小腹をみたすメニュー”をアドリブで作る、というもの。2017年・2018年に不定期で放送後、2019年4月6日からレギュラー化された。
2020年5月放送分から過去の総集編を放送後、リモート収録の回を経て、2020年8月15日放送分以降は芸能人をゲストに招いて、ゲストの料理に関する悩みに答えるべく、芸能人の自宅冷蔵庫を再現した冷蔵庫内のあり合わせの材料で創作料理を披露するスタイルに変更されている。なお新作としては2021年2月13日に放送されたウエンツ瑛士がゲスト回が最終であり、番組自体は翌週2月27日に勝村政信がゲスト回の選（再放送）が放送され最終回となった。
| 回 | 放送日時                   | ロケ地               | 作った料理 | 出典   |
| -- | -------------------------- | -------------------- | --- | ------ |
| 1  | 2017年5月1日 22:50-23:15   | 三軒茶屋 下北沢      | もちピザ ポテトシチューハンバーグ                                                                             | [ 13 ] |
| 2  | 2017年8月24日 22:50-23:15  | 赤羽 江古田          | めかぶとワンタンのかきたまスープ さばみそチャプチェ 生ハムのヘルシータルタルソース おからトーストお好み焼き風 | [ 14 ] |
| 3  | 2018年5月3日 23:00-23:30   | 秋葉原 品川          | とろとろ卵のペペロンオムそばめし 豚肉と納豆のドーム焼きごはん                                                 | [ 15 ] |
| 4  | 2018年12月20日 22:45-23:10 | 栄 (名古屋市) 守山区 | 柿の冷製カッペリーニ風そば じゃがいもの八丁みそ煮っころがし さつまいものレモン煮 小松菜とピーマンのみそ卵炒め | [ 16 ] |

## スタッフ
- イラスト - 田辺誠一
- ナレーション 
  - 沢城みゆき(第1話−第4話)
  - 礒野佑子(第5話以降)
- ディレクター - 谷本庄平
- アシスタントディレクター - 山本宏明
- 企画 - 谷本庄平、宮井勇気
- プロデューサー - 高橋才也
- 制作 - NHKエデュケーショナル
- 制作・著作 - NHK、テレビマンユニオン